# Schrattenfluh
La Schratteflue, ou Schrattenfluh, est une montagne située dans le canton de Lucerne en Suisse. De composition calcaire (de type urgonien), elle est célèbre pour ses formations karstiques, notamment ses lapiaz. Longue d'environ 6,5 kilomètres, elle est composée de plusieurs cimes dont la plus haute, le Hängst, s'élève à 2 091 mètres d'altitude.

## Géographie
La Schratteflue se situe au sud-ouest du canton de Lucerne, encadrée par le lac de Brienz, le Brienzer Rothorn et le Hoghant au sud et la réserve naturelle de l'Entlebuch au nord. Elle appartient à la zone de l'Emmental, la vallée de l'Emme passant à son extrémité méridionale.

Vues sur la Schratteflue.
Vue sur la montagne depuis le nord (sommet du Beichle).
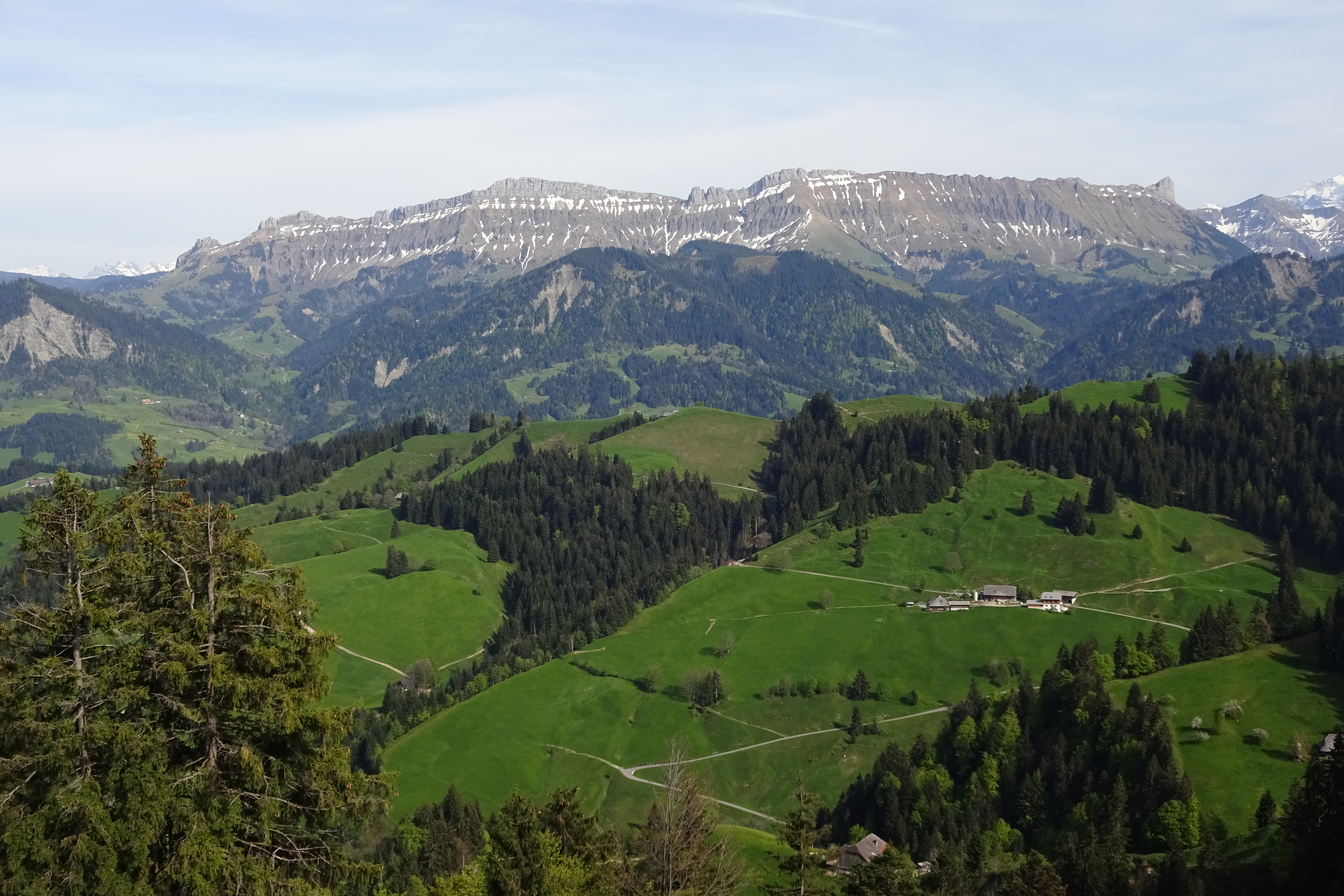
Vue sur la montagne depuis l'ouest (Rämisgummen).
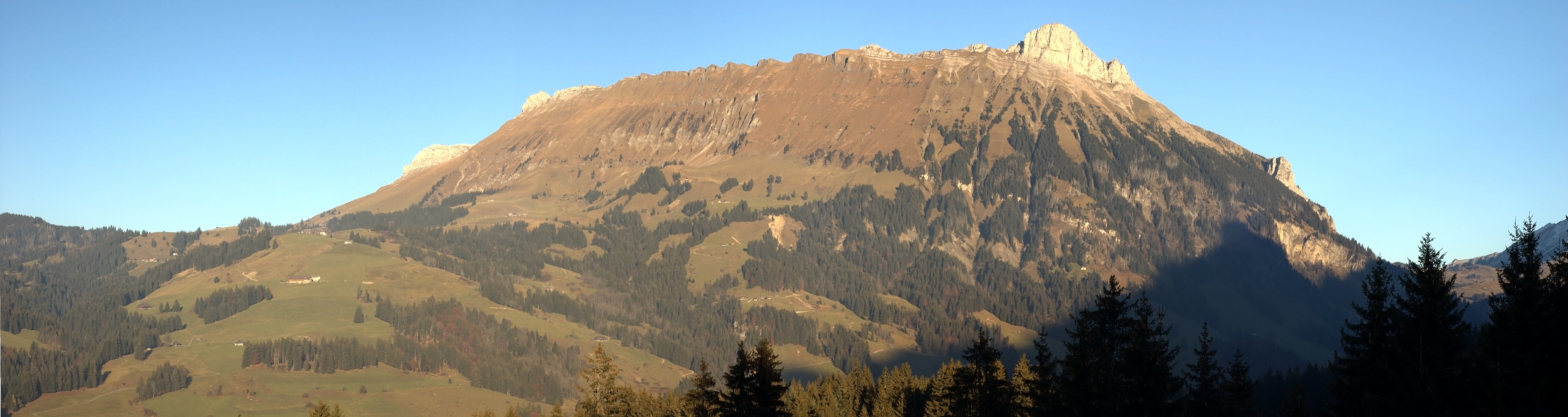
Vue sur la montagne depuis le sud-ouest (Bumbach).
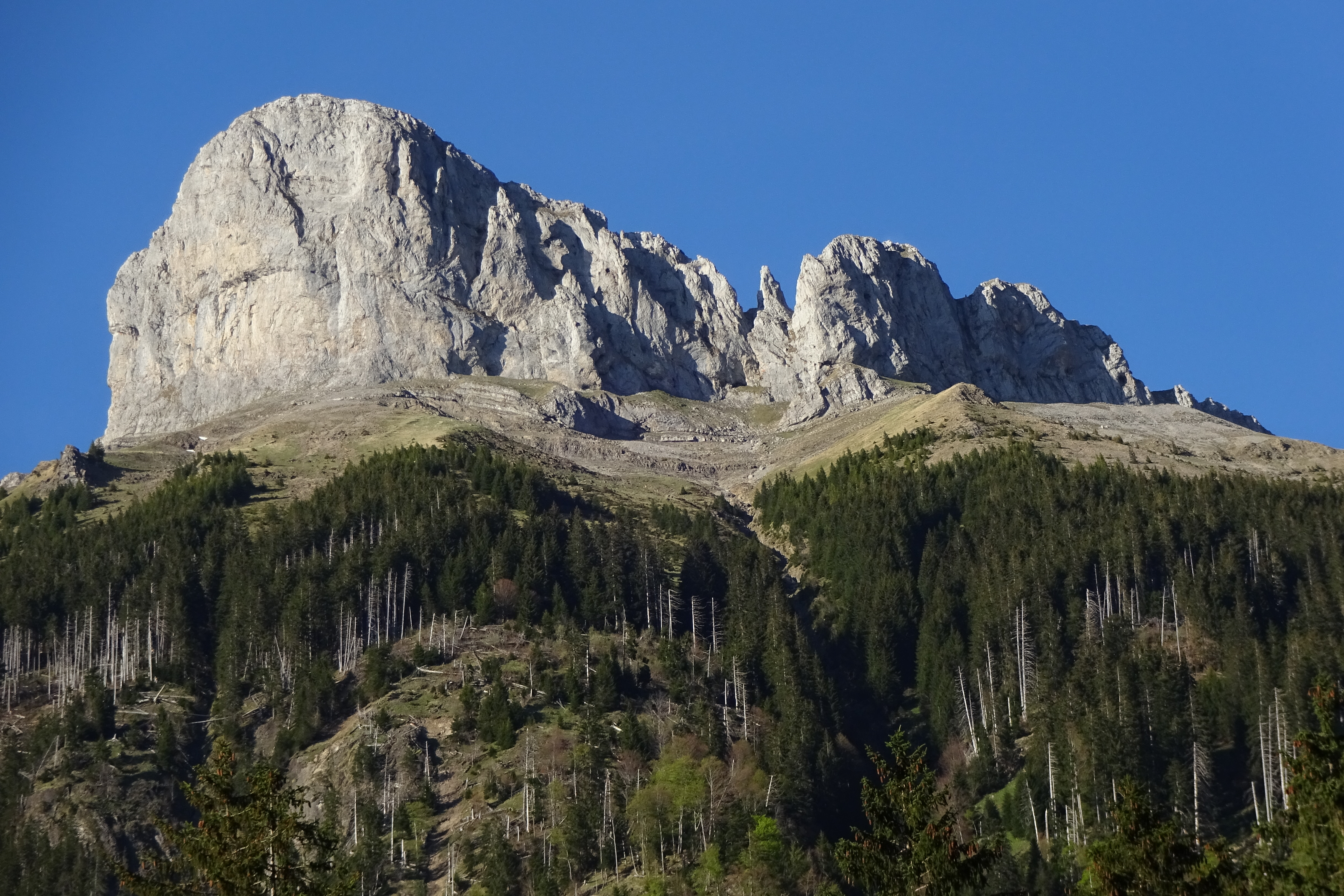
Vue détaillée du sommet Schybengütsch depuis le sud-ouest.

La montagne s'étend sur une longueur de 6,6 kilomètres selon un axe nord-est / sud-ouest d'environ 24 à 30 degrés tandis que sa largeur maximale est de 2 kilomètres. La superficie de la montagne est estimée à 11,6 km2. La végétation recouvre environ 4,6 km2 et les lapiaz 3,1 km2.

### Géologie

#### Pétrologie
La montagne est composée de roches calcaires de type urgonien. En raison de l'érosion, d'importantes formations karstiques couvrent la montagne, notamment l'arête sommitale.

Vues sur des formations karstiques (hors lapiaz) de la Schratteflue.
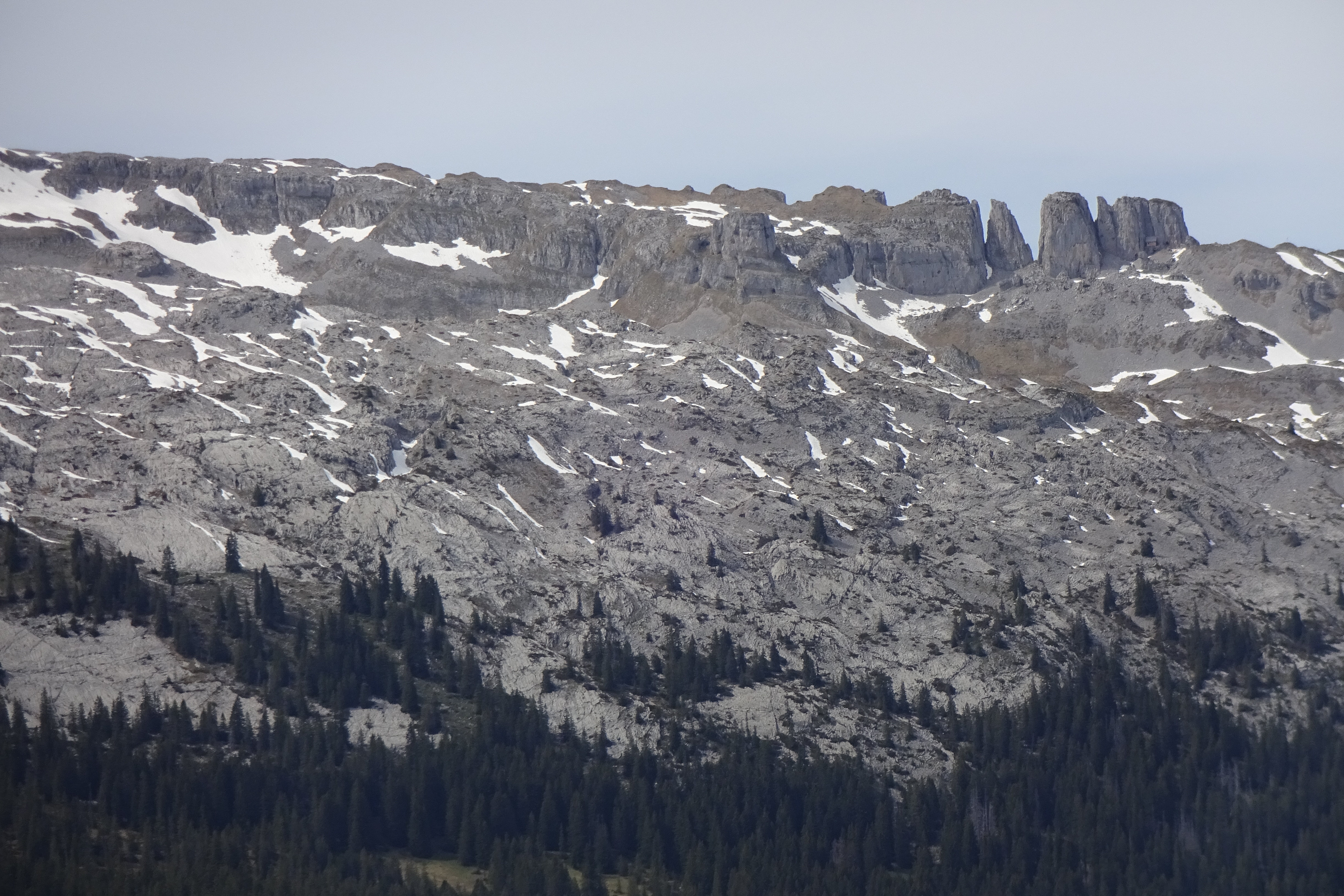
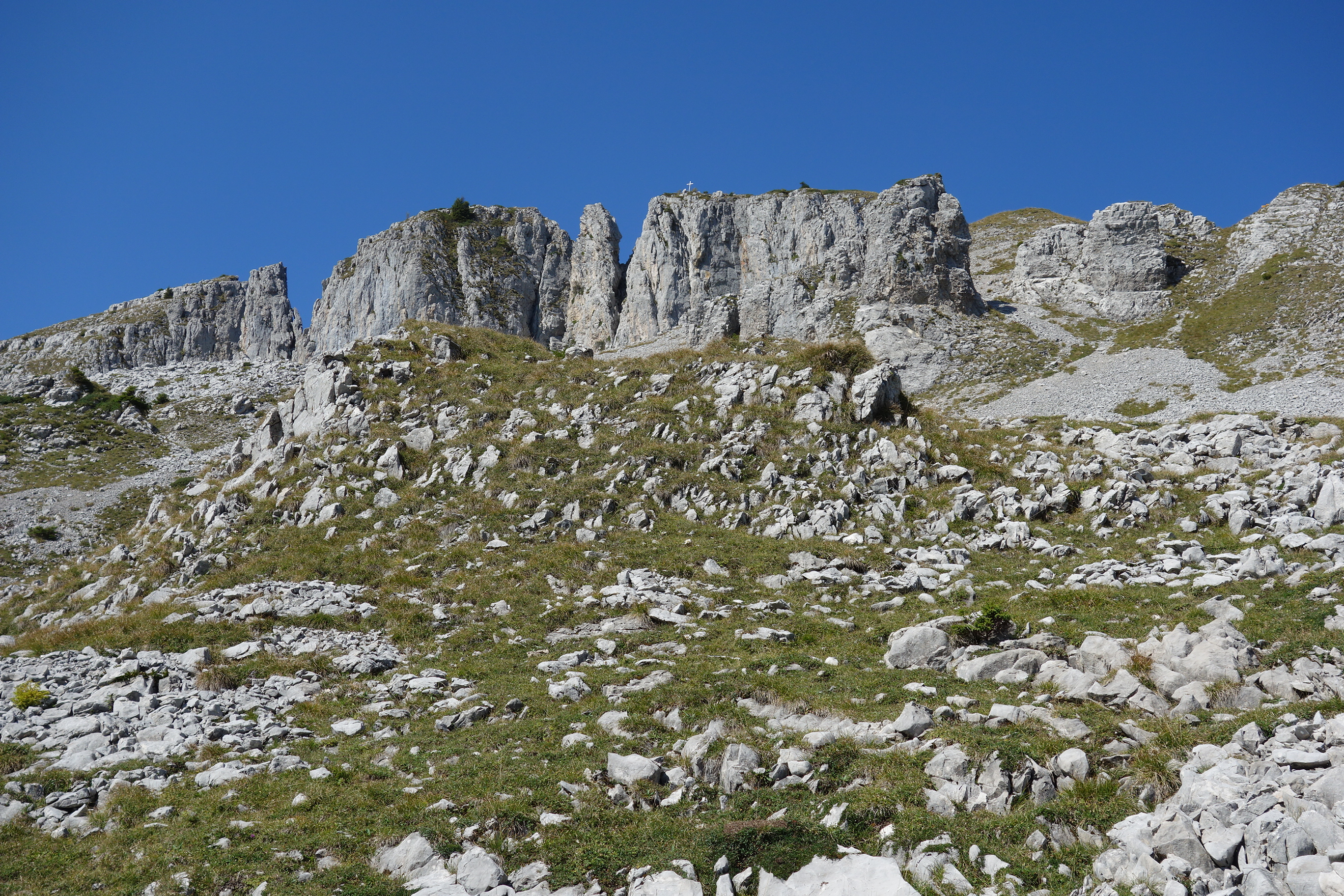
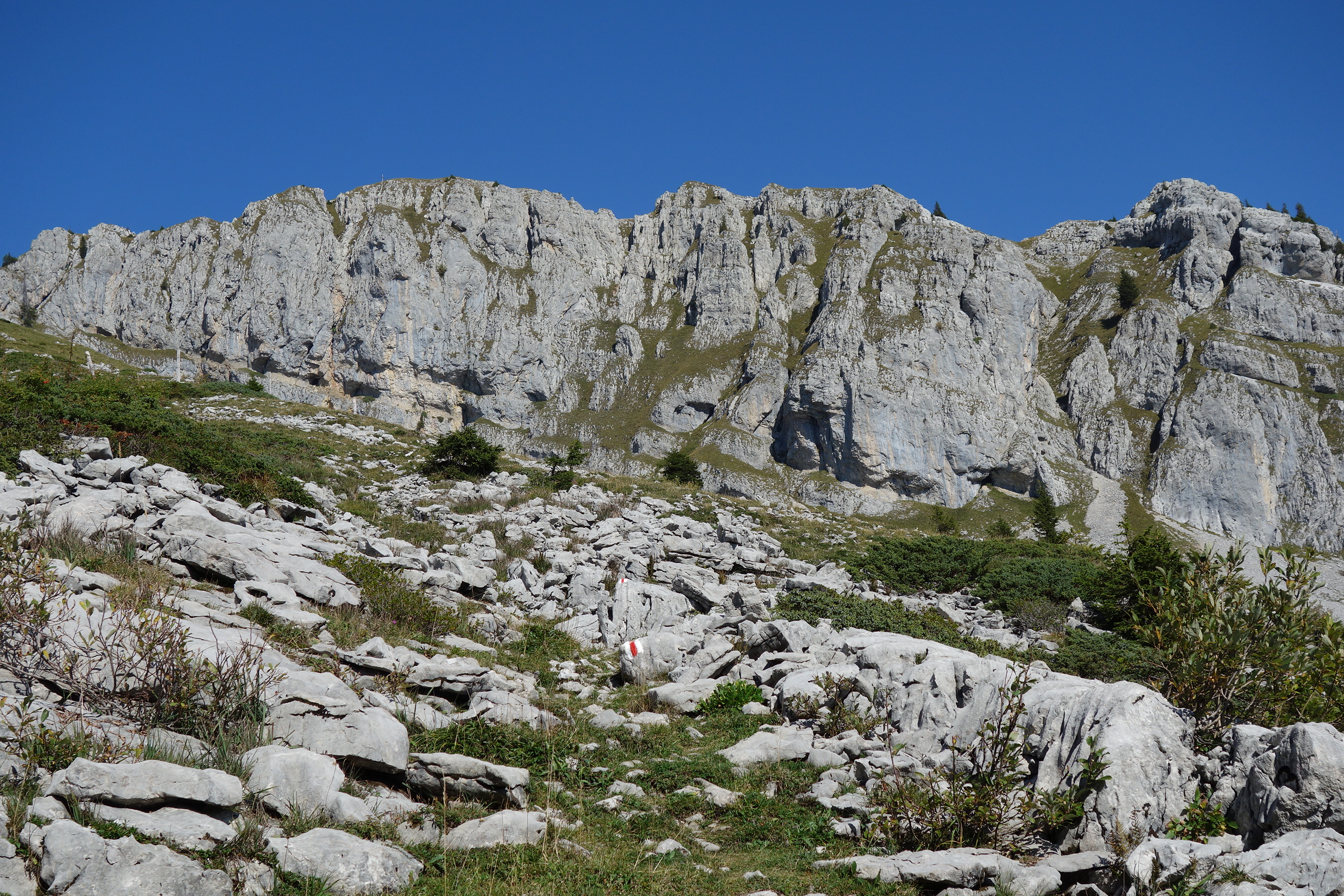
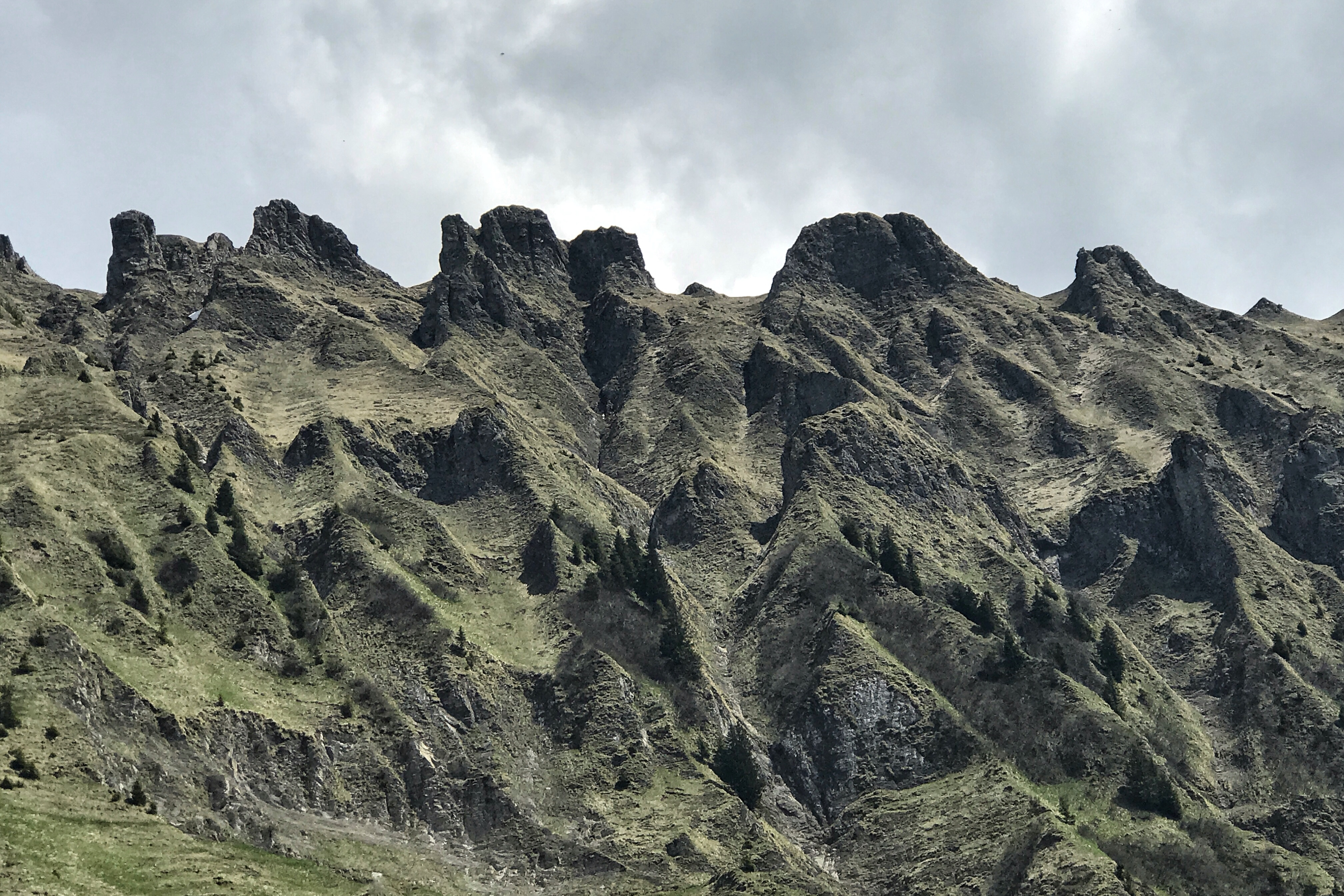

Vues sur les lapiaz de la Schratteflue.
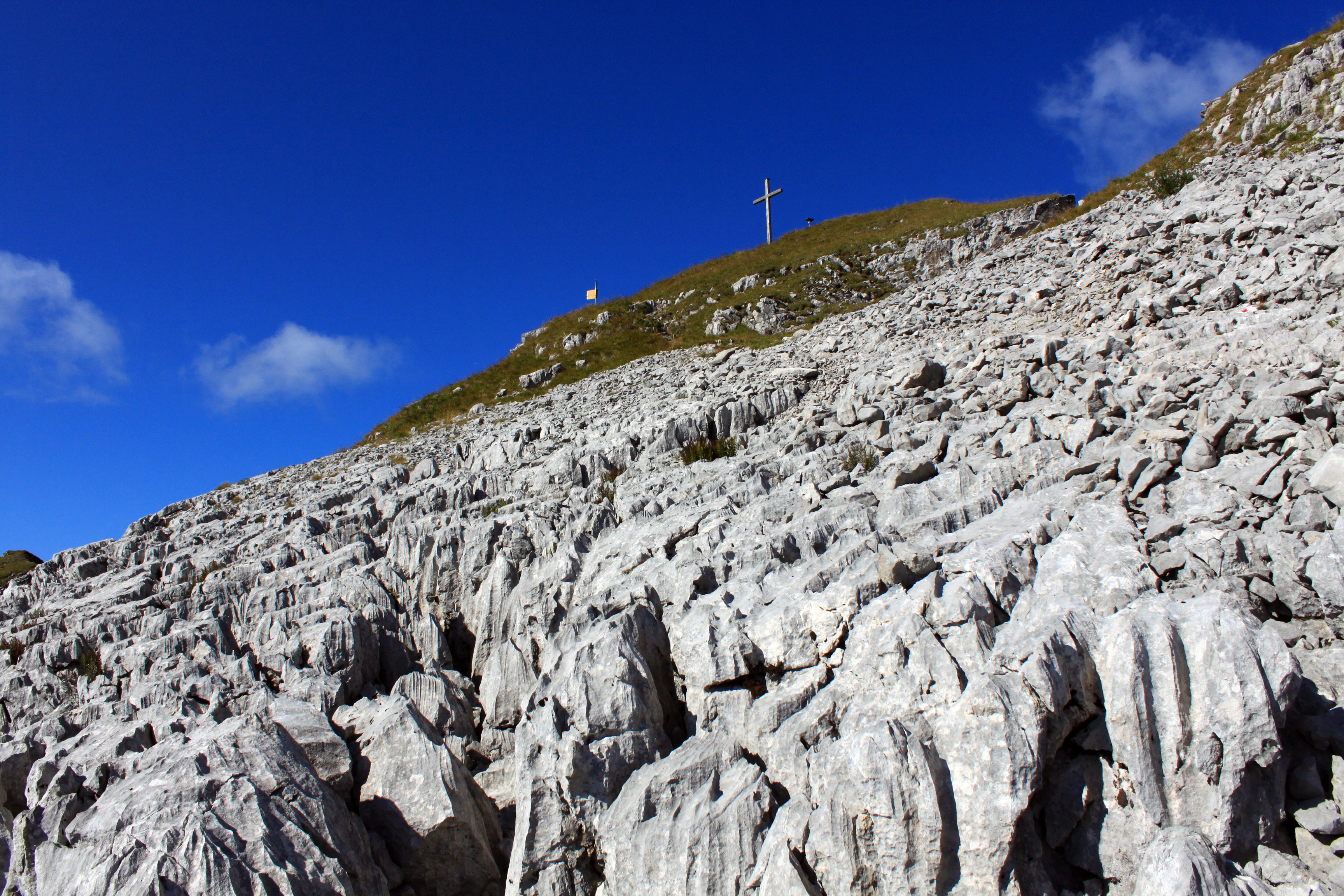
Vue sur les lapiaz sous le sommet du Hängst.
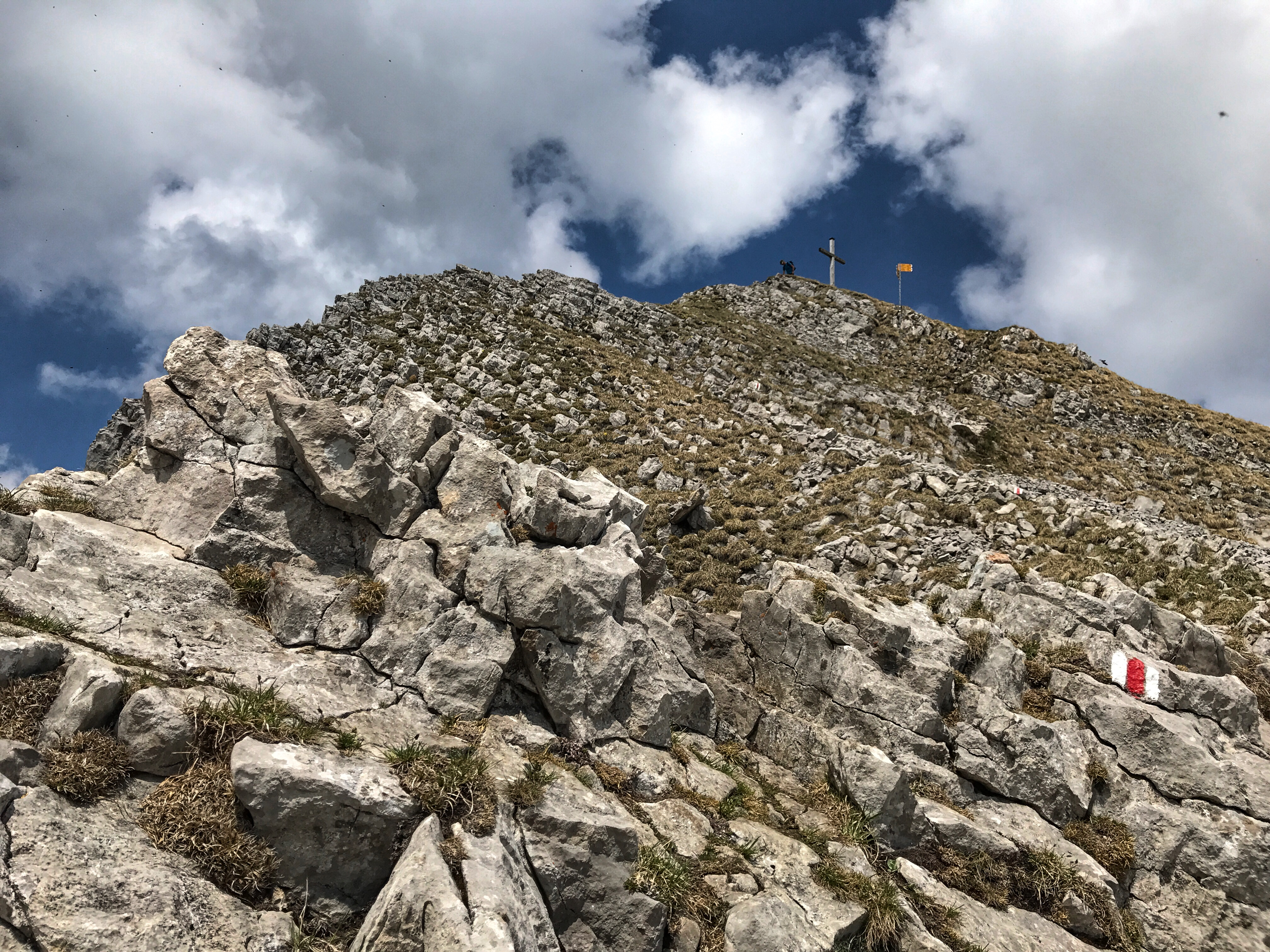
Vue sur les lapiaz sous le sommet du Hängst.
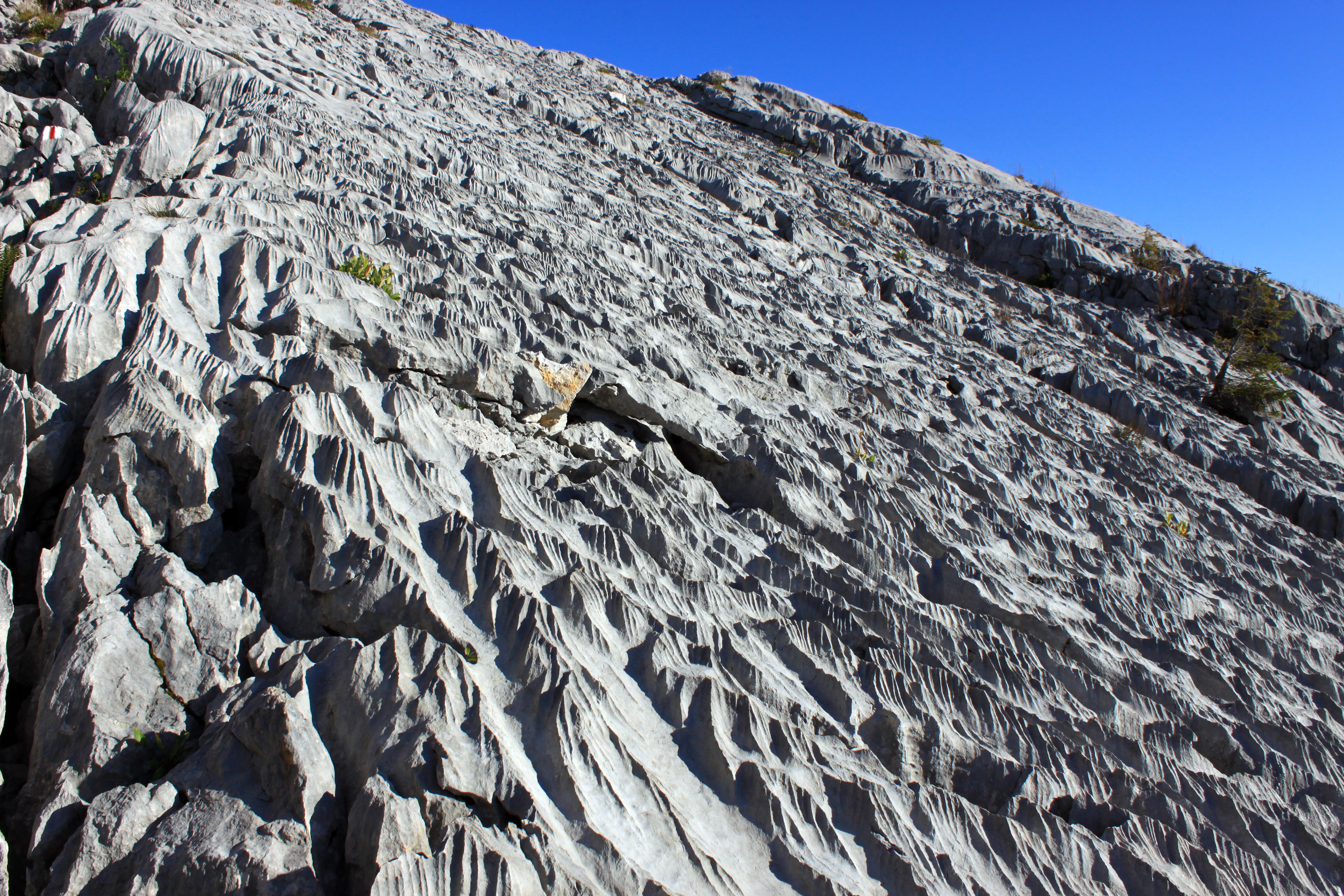
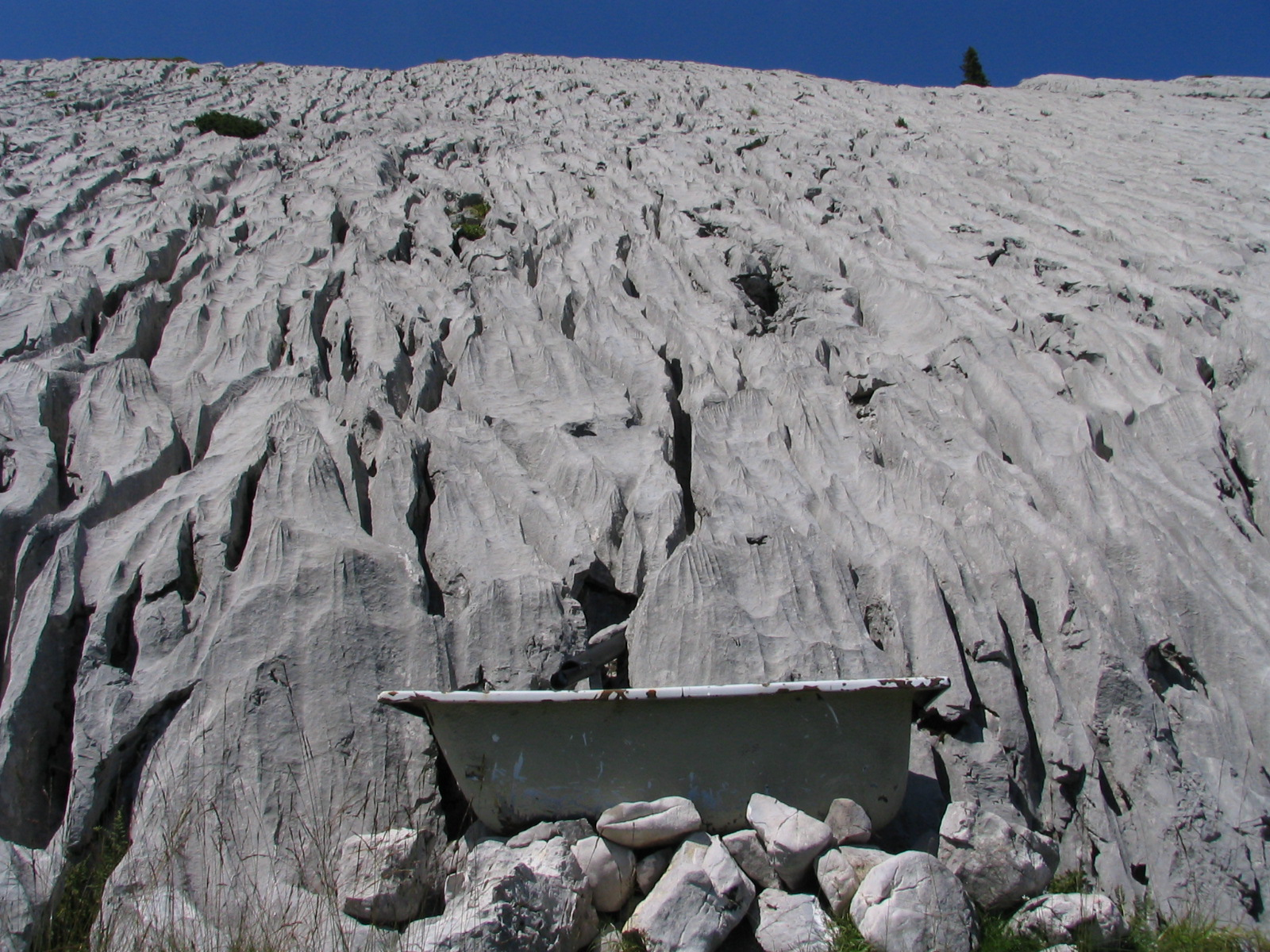
Vue sur un abreuvoir (ancienne baignoire) recueillant l'eau des lapiaz.
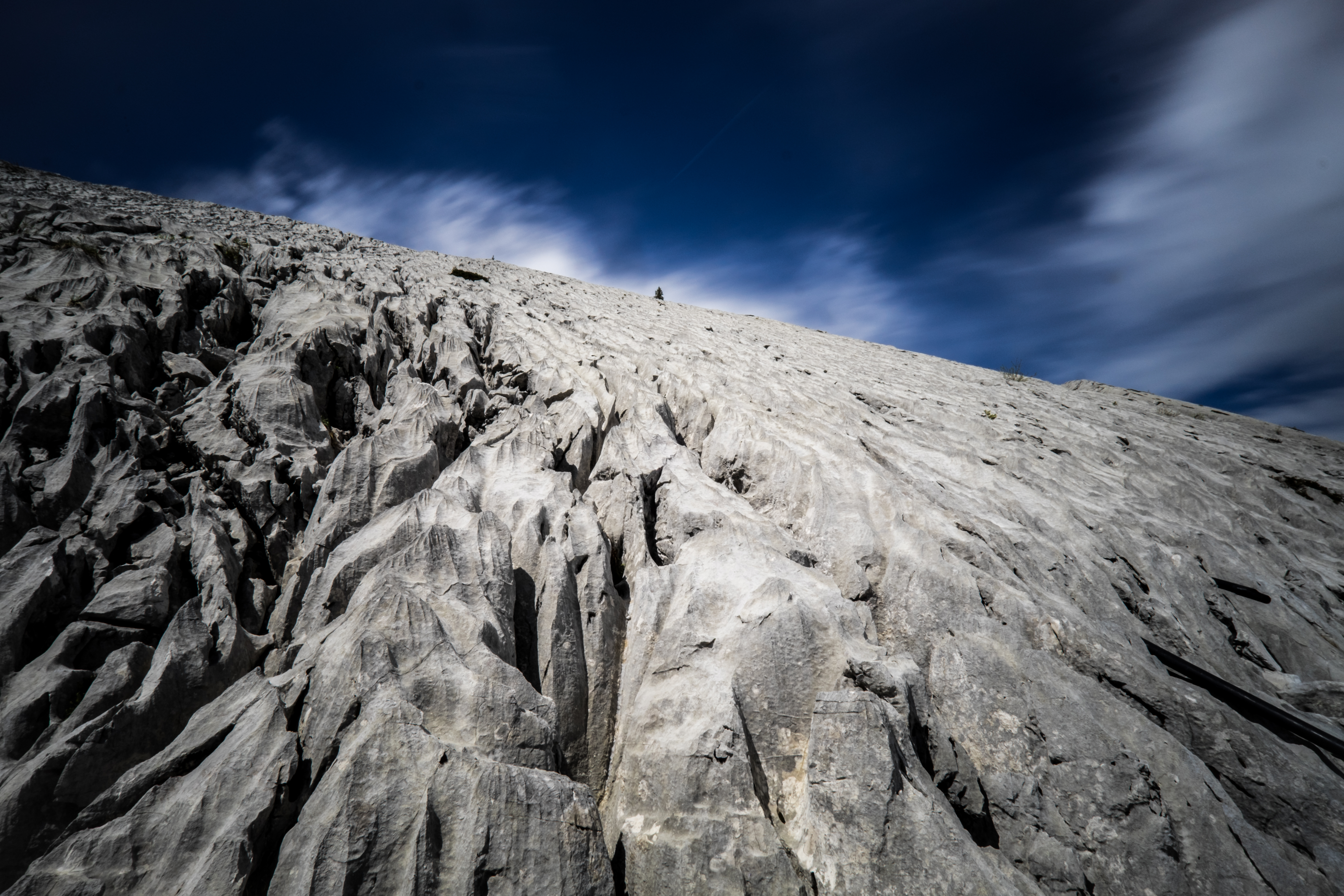
Vue détaillée sur les lapiaz.

#### Réseau souterrain
Le réseau souterrain de la Schrattenfluh connu en 2016 s'étend sur près de 35 kilomètres. Trois cavités principales sont répertoriées (du nord au sud) : le réseau des Verrues, le réseau des Lagopèdes et la Neuenburgerhöhle. Ces réseaux sont longs de respectivement 5, 4 et 12 kilomètres.

### Hydrologie
En 2015, les études géologiques ainsi que les explorations spéléologiques ont permis d'établir que les eaux au nord du massif rejoignent la Waldemme, au niveau des sources de Hirseggli. Les spécialistes estiment que les eaux au sud de la Schrattenfluh sont drainées vers le lac de Thoune, suivant un processus similaire à celui en vigueur au niveau des Siebenhengste. Les eaux suivraient ainsi une zone vadose selon un axe sud-est qui obliquerait à un moment vers le sud-ouest.

## Loisirs

### Randonnée
La Schratteflue est parcourue par plusieurs chemins de randonnée.

### Cabane Hefti (Heftihütte)
Le Club alpin suisse dispose d'une cabane, la cabane Hefti (Heftihütte), située sur la montagne. La cabane est gérée par la section emmentaloise depuis 1953. Auparavant, les installations étaient sous la responsabilité de l'armée suisse qui les avait bâties au cours de la Seconde Guerre mondiale afin de positionner des troupes en cas d'invasion.

Vues sur la cabane Hefti.
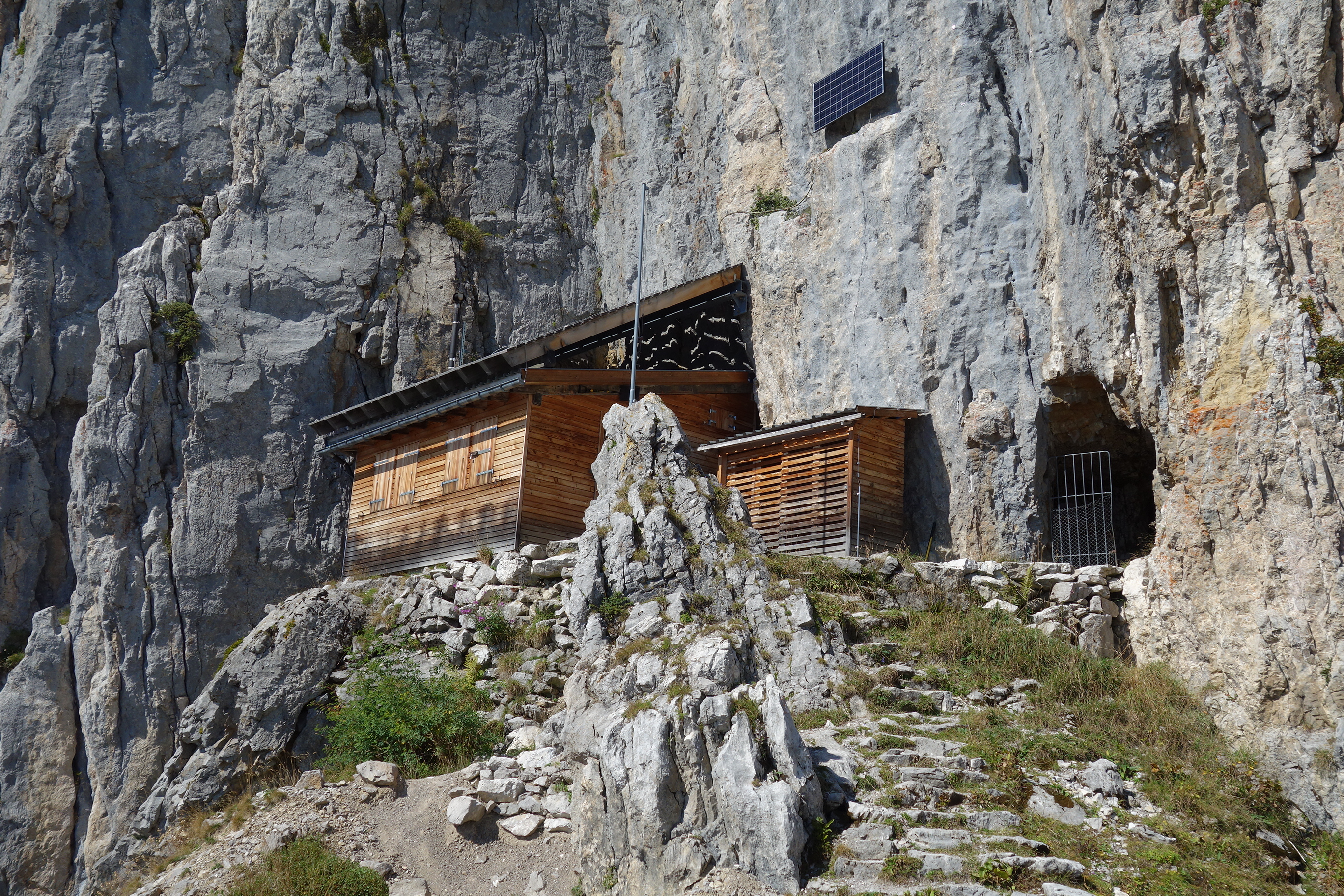
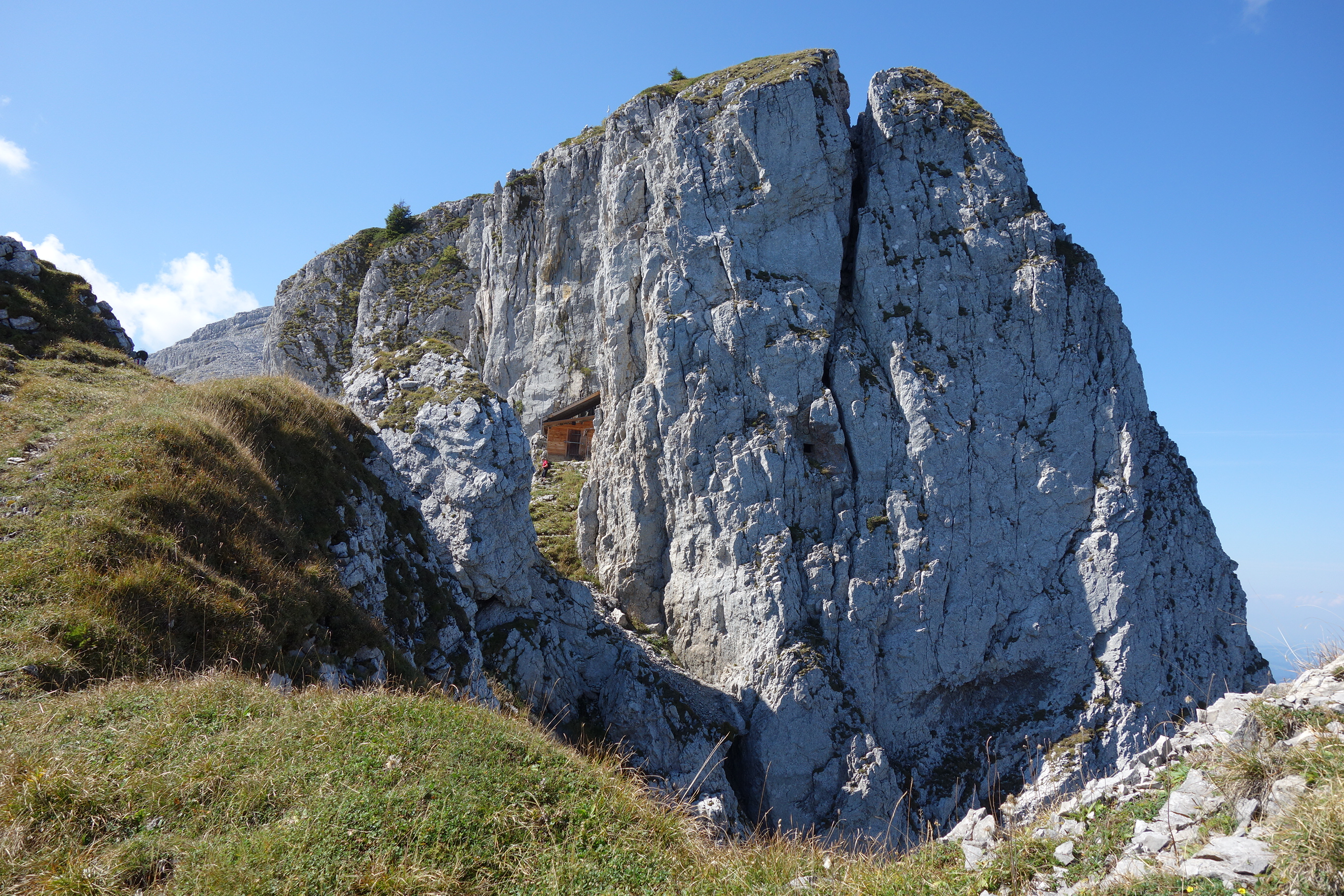

### Spéléologie

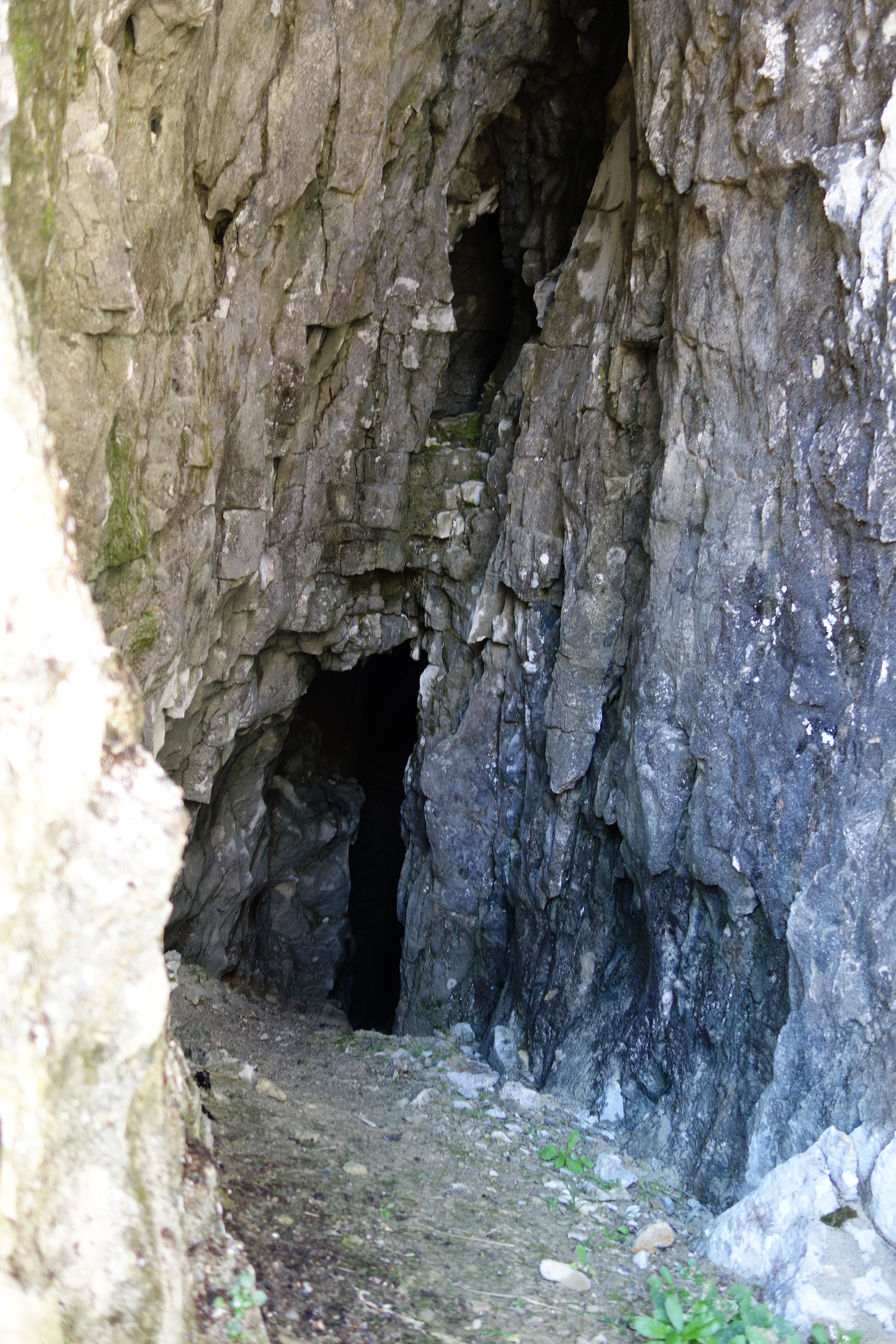
Entrée d'un trou donnant accès au réseau souterrain de la Schratteflue.

Depuis les années 2000, le réseau souterrain de la Schrattenfluh est l'objet d'investigations et d'une cartographie de la part des spéléologues.

### Escalade
Plusieurs secteurs d'escalade se trouvent sur la montagne.